# Barbora Špotáková
Barbora Špotáková (* 30. Juni 1981 in Jablonec nad Nisou, Tschechoslowakei) ist eine ehemalige tschechische Leichtathletin und Speerwerferin. Mit zwei Olympiasiegen sowie drei Weltmeistertiteln gehört sie zu den erfolgreichsten Leichtathletinnen der Gegenwart. Zudem hält sie seit 2008 mit 72,28 m den Weltrekord im Speerwurf.

## Sportliche Laufbahn
Zu Beginn ihrer sportlichen Karriere war Barbora Špotáková zunächst Siebenkämpferin und versuchte sich auch im Zehnkampf, bis sie sich schließlich auf ihre stärkste Disziplin konzentrierte, den Speerwurf. 2000 nahm sie im Siebenkampf an den Juniorenweltmeisterschaften in Santiago de Chile teil und belegte dort mit 5689 Punkten den vierten Platz. 2002 nahm sie erstmals an den Europameisterschaften in München teil und schied dort im Speerwurf mit einer Weite von 51,71 m in der Qualifikation aus. Im Jahr darauf wurde sie bei den U23-Europameisterschaften in Bydgoszcz mit 56,65 m Sechste und anschließend erreichte sie bei der Sommer-Universiade im südkoreanischen Daegu mit 55,31 m Rang vier. 2004 versuchte sie sich im Zehnkampf für Frauen und stellte in Talence mit 6749 Punkten eine nationale Bestleistung auf. 2005 nahm sie erstmals an den Weltmeisterschaften in Helsinki teil, schied dort aber mit einer Weite von 58,74 m in der Qualifikation aus, siegte aber im Anschluss bei den Studentenweltspielen in Izmir mit 60,73 m. 2006 gewann sie bei den Europameisterschaften in Göteborg mit 65,64 m die Silbermedaille und musste sich dabei nur der Deutschen Steffi Nerius geschlagen geben. Im Anschluss stellte sie beim World Athletics Final in Stuttgart mit 66,21 m einen neuen Landesrekord auf und löste damit Nikola Brejchová als Rekordhalterin ab.
2007 gewann Špotáková bei den Weltmeisterschaften in Osaka die Goldmedaille, wobei sie im Finaldurchgang zweimal ihren eigenen tschechischen Landesrekord von 66,21 m auf 67,07 m. Sie war damit zu dieser Zeit erst die siebte Frau, die weiter als 67 m geworfen hat. 2008 qualifizierte sie sich erstmals für die Olympischen Spiele in Peking, bei denen sie mit 71,42 m im Finale einen neuen Europarekord aufstellte und damit die Goldmedaille vor der Deutschen Christina Obergföll und Goldie Sayers aus dem Vereinigten Königreich gewann. Beim 6. IAAF Weltfinale in Stuttgart am 13. September 2008 stellte Špotáková einen neuen Weltrekord auf. Sie warf 72,28 m und überbot damit die alte Bestmarke der kubanischen Speerwerferin Osleidys Menéndez um mehr als einen halben Meter. Im Jahr darauf war sie Topfavoritin für den Sieg bei den Weltmeisterschaften in Berlin, musste sich dort aber mit 66,42 m der Deutschen Nerius geschlagen geben und gewann die Silbermedaille. Auch bei den Europameisterschaften 2010 in Barcelona musste sie sich mit 65,36 m den Deutschen Linda Stahl und Christina Obergföll geschlagen geben und gewann die Bronzemedaille. 2011 gewann Špotáková bei den Weltmeisterschaften in Daegu mit 71,58 m ursprünglich die Silbermedaille hinter der Russin Marija Abakumowa. Dieser wurde 2018 aber die Goldmedaille wegen zahlreicher Dopingvergehen aberkannt und die Goldmedaille somit verspätet der Tschechin zugesprochen. 2012 wiederholte sie bei den Olympischen Spielen in London ihren Olympiaerfolg von Peking und siegte mit 69,55 m im Finale überlegen vor den beiden Deutschen Obergföll und Stahl. Zudem war sie neben der Deutschen Ruth Fuchs erst die zweite Speerwerferin, die ihren Olympiasieg wiederholen konnte. Am 28. Oktober 2012 wurde sie schließlich vom damaligen Präsidenten Václav Klaus mit der Verdienstmedaille ausgezeichnet. Zudem wurde sie bereits zum sechsten Mal als Tschechiens Leichtathletin des Jahres ausgezeichnet.
Nach der Geburt ihres Sohnes Janek im Mai 2013 kehrte sie im September in den Sport zurück und warf auf Anhieb wieder über 60 Meter. Im Jahr darauf sicherte sie sich schließlich bei den Europameisterschaften in Zürich mit 64,41 m die Goldmedaille und siegte somit bei allen großen Leichtathletik-Meisterschaften. Anschließend siegte sie auch beim IAAF-Continental-Cup in Marrakesch mit einer Weite von 65,52 m. 2015 gelangte sie bei den Weltmeisterschaften in Peking bis in das Finale, in dem sie mit einem Wurf auf 60,08 m auf Rang neun gelangte. Im Folgejahr belegte sie bei den Europameisterschaften in Amsterdam mit 62,66 m den fünften Platz. Anschließend visierte sie bei ihren dritten Olympischen Spielen in Rio de Janeiro ihren dritten Titel an, musste sich aber mit 64,80 m im Finale der Überraschungssiegerin Sara Kolak aus Kroatien sowie der Südafrikanerin Sunette Viljoen geschlagen geben. Im Jahr darauf kehrte sie aber zu alter Stärke zurück und siegte bei den Weltmeisterschaften in London mit einer Weite von 66,76 m im Finale vor den beiden Chinesinnen Li Lingwei und Lü Huihui. Wegen der Geburt ihres zweiten Kindes unterbrach sie bis Herbst 2018 ihre sportliche Karriere. 2019 qualifizierte sie sich ein weiteres Mal für die Weltmeisterschaften in Doha und gelangte dort auch bis in das Finale, in dem sie mit 59,87 m auf Rang neun gelangte. 2021 siegte sie mit 60,21 m beim Memoriál Josefa Odložila und anschließend mit 63,08 m beim Herculis, ehe sie bei den Olympischen Sommerspielen in Tokio mit 60,52 m in der Qualifikationsrunde ausschied. Im Jahr darauf wurde sie beim Memoriał Kamili Skolimowskiej mit 62,29 m Zweite und gewann im August bei den Europameisterschaften in München mit einem Wurf auf 60,68 m die Bronzemedaille hinter der Griechin Elina Tzengko und Adriana Vilagoš aus Serbien. Am 9. September des Jahres gab Špotáková ihren Rücktritt vom Leistungssport bekannt. Ihren letzten Wettkampf bestritt sie am Tag zuvor bei der Weltklasse Zürich, wo sie mit 59,08 m den fünften Rang belegte.
In den Jahren 2003, von 2005 bis 2012 sowie 2017 und 2019 wurde Špotáková tschechische Meisterin im Speerwurf. Mit fünf Erfolgen in der Diamond League (2010, 2012, 2014, 2015, 2017) ist sie eine der erfolgreichsten Athletinnen der Veranstaltung.
In ihrer Heimat ist sie sehr populär. 2008 und 2012 wurde sie zum Besten Sportler Tschechiens gewählt und in den Jahren 2007 bis 2012 zum Athleten des Jahres. 2012 wurde sie zur Ehrenbürgerin ihrer Geburtsstadt Jablonec nad Nisou ernannt.

## Persönliche Bestleistungen
- Speerwurf: 72,28 m, 13. September 2008 in Stuttgart (Weltrekord)
- Siebenkampf: 5880 Punkte, 16. September 2012 in Talence
- Zehnkampf: 6749 Punkte, 26. September 2004 in Talence (tschechischer Rekord)